# Gunga Din
Gunga Din (1892) es uno de los poemas más famosos de Rudyard Kipling, tal vez más conocido por su última línea que es citada a menudo, "¡Tú eres mejor hombre que yo, Gunga Din!", palabras inmortalizadas en la boca de Benjamin King. El poema es una narrativa con rima desde el punto de vista de un soldado británico, sobre un nativo portador de agua que le salva la vida. En forma similar a varios otros poemas de Kipling, el poema destaca las virtudes de un no europeo mientras muestra la visión de un soldado de infantería colonial de que ese tipo de gente es de una clase inferior. A causa de su rol como portador de agua en el ejército colonial británico, Gunga Din ha sido comparado con 'el tío Tom' de la La cabaña del tío Tom, de Harriet Beecher Stowe. "Gunga Din" en ocasiones ha sido utilizado como un mote étnico en Estados Unidos para referirse a la gente de ascendencia sudasiática.

## Película
El poema inspiró una película de aventuras en 1939 con Cary Grant, Victor McLaglen, Douglas Fairbanks Jr., Joan Fontaine y Sam Jaffe como protagonistas.

## Influencia
- The Libertines se basó en el poema para su canción: Gunga Din

- El nombre Gunga Din es utilizado en forma sarcástica en el mundo de los instrumentos musicales;  los bronces, particularmente clarines, de baja calidad fabricados en la India son a menudo llamados cornetas Gunga Din, o adornos de pared.

- La balada de Gunga Din fue grabada por Jim Croce en 1966. La canción aparece en los álbumes Facetas (1966) y Las caras que yo he sido (1975).

- Gunga Din es también el título de una canción sin relación aparente escrita por Gene Parsons en 1969 y cantada por The Byrds.

- The Gunga Din Highway es una novela escrita por Frank Chin, el polémico autor chino-norteamericano de obras de teatro y de ficción que trata temas relacionados con la identidad  asiática-norteamericana.

- La famosa última línea es también usada en una canción llamada Gunga Din en un álbum de 1998 llamado 'Dreamcatcher' por Ian Gillan el vocalista de Deep Purple.

- La banda de rock alternativo Bloodhound Gang tenía una línea en una canción de 1995, Legend In My Spare Time que decía, "When I'm feelin' Oriental, I gotta rub my chin, I'm gonna hold my water in like I'm Gunga Din."

- En la novela gráfica Watchmen de Alan Moore y Dave Gibbons, publicada originalmente como una miniserie de doce números por DC Comics entre 1986 y 1987, existe un local de comida rápida que se llama Gunga Diner, que hace juego de palabras con el título del poema de Kipling y es el equivalente en la ucronía creada en dicho cómic de los locales de comida rápida McDonalds .

- La canción de Bob Dylan "You ain't going nowhere" cita la película en el verso "Gonna see a movie called Gunga Din"

- En la novela "Winger" de Andrew Smith, luego de que Ryan Dean le da Gatorade a Chas, le dice: “Gunga Din al rescate”.

- En la serie Soap (Enredo), en el episodio 6 de la 2ª temporada, uno de los personajes, Chester Tate (Robert Mandan),  tras ser operado pierde la memoria. Con la cabeza vendada, al mirarse en un espejo exclama: "Oh, my God. I'm Gunga Din" (¡Oh, Dios mío. Soy Gunga Din!)

- Gunga Din es el nombre del sencillo de la banda británica The Libertines lanzado en julio de 2015

- "Gunga Din" es el nombre de un tema de jazz (en estilo be bop/ hard bop) que ha sido popularizado por Phil Woods.

- En el capítulo 5 de la 1ª temporada de la serie británica Downton Abbey, el personaje de Brendan Coyle (John Bates) pronuncia la frase "...you are a better man than I am, Gunga Din" (usted es mejor hombre que yo, Gunga Din)

- En el capítulo 9 de la 3ª temporada de la serie británica Downton Abbey, el personaje de Penelope Wilton (Isobel Crawley) pronuncia la frase "...you are a better man than I am, Gunga Din" (usted es mejor hombre que yo, Gunga Din)